# Danił Kryszkowiec
Danił Kryszkowiec, znany pod pseudonimem „donk” (ros. Данил Крышковец; ur. 25 stycznia 2007 w Tomsku) – rosyjski zawodowy gracz serii gier Counter-Strike reprezentujący drużynę Team Spirit. Zwycięzca i najlepszy zawodnik Perfect World Shanghai Major 2024.

## Kariera
W lutym 2024 roku reprezentując barwy Team Spirit, zwyciężył IEM Katowice 2024, zostając najlepszym zawodnikiem całego turnieju (ang. most valuable player). Jego występ został okrzyknięty najlepszym indywidualnym występem wszech czasów.
15 grudnia 2024 roku wraz ze swoją drużyną zwyciężył w turnieju Perfect World Shanghai Major 2024, zostając w wieku 17 lat i 324 dni najmłodszym zwycięzcą oraz najmłodszym MVP w historii zawodów rangi mistrzostw świata serii gier Counter-Strike.

## Sukcesy

### Drużynowe
- BetBoom Dacha 2023
- IEM Katowice 2024
- BLAST Premier Spring Final 2024
- BetBoom Dacha Belgrade Season 2
- Perfect World Shanghai Major 2024[4]

### Indywidualne
- MVP BetBoom Dacha 2023
- MVP IEM Katowice 2024
- MVP BetBoom Dacha Belgrade 2024
- MVP BLAST Premier Spring Final 2024
- MVP BetBoom Dacha Belgrade Season 2
- MVP Perfect World Shanghai Major 2024[4]